# Венсан (Жура)
Венса́н (фр. Vincent) — колишній муніципалітет у Франції, у регіоні Бургундія-Франш-Конте, департамент Жура. Населення — 319 осіб (2011).
Муніципалітет був розташований на відстані близько 330 км на південний схід від Парижа, 65 км на південний захід від Безансона, 14 км на північ від Лонс-ле-Соньє.

## Історія
У 1956-2015 роках муніципалітет перебував у складі регіону Франш-Конте. Від 1 січня 2016 року належав до нового об'єднаного регіону Бургундія-Франш-Конте.
1-4-2016 Венсан і Фруадвіль було об'єднано в новий муніципалітет Венсан-Фруадвіль.

## Демографія
Динаміка населення (Insee, Ehess ):
Розподіл населення за віком та статтю (2006):
| Стать | Всього | До 15 років | 15-24 | 25-44 | 45-64 | 65-85 | Понад 85 |
| --- | ------ | ----------- | ----- | ----- | ----- | ----- | -------- |
| Чоловіки | 149    | 42          | 8     | 47    | 36    | 16    | 0        |
| Жінки | 169    | 59          | 8     | 47    | 39    | 12    | 4        |
| \| Статево-вікова піраміда \| Статево-вікова піраміда \| Статево-вікова піраміда \| \| ----------------------- \| ----------------------- \| ----------------------- \| \| Чоловіки \| Вік \| Жінки \| \| 0 \| 85 + \| 4 \| \| 0 \| 80-84 \| 0 \| \| 0 \| 75-79 \| 8 \| \| 4 \| 70-74 \| 4 \| \| 12 \| 65-69 \| 0 \| \| 12 \| 60-64 \| 12 \| \| 4 \| 55-59 \| 8 \| \| 12 \| 50-54 \| 15 \| \| 8 \| 45-49 \| 4 \| \| 12 \| 40-44 \| 12 \| \| 19 \| 35-39 \| 12 \| \| 8 \| 30-34 \| 19 \| \| 8 \| 25-29 \| 4 \| \| 4 \| 20-24 \| 8 \| \| 4 \| 15-20 \| 0 \| \| 8 \| 10-14 \| 12 \| \| 15 \| 5-9 \| 35 \| \| 19 \| 0-4 \| 12 \| |        |             |       |       |       |       |          |
| Статево-вікова піраміда |        |             |       |       |       |       |          |
| Чоловіки | Вік    | Жінки       |       |       |       |       |          |
| 0 | 85 +   | 4           |       |       |       |       |          |
| 0 | 80-84  | 0           |       |       |       |       |          |
| 0 | 75-79  | 8           |       |       |       |       |          |
| 4 | 70-74  | 4           |       |       |       |       |          |
| 12 | 65-69  | 0           |       |       |       |       |          |
| 12 | 60-64  | 12          |       |       |       |       |          |
| 4 | 55-59  | 8           |       |       |       |       |          |
| 12 | 50-54  | 15          |       |       |       |       |          |
| 8 | 45-49  | 4           |       |       |       |       |          |
| 12 | 40-44  | 12          |       |       |       |       |          |
| 19 | 35-39  | 12          |       |       |       |       |          |
| 8 | 30-34  | 19          |       |       |       |       |          |
| 8 | 25-29  | 4           |       |       |       |       |          |
| 4 | 20-24  | 8           |       |       |       |       |          |
| 4 | 15-20  | 0           |       |       |       |       |          |
| 8 | 10-14  | 12          |       |       |       |       |          |
| 15 | 5-9    | 35          |       |       |       |       |          |
| 19 | 0-4    | 12          |       |       |       |       |          |

## Економіка
2010 року серед 213 осіб працездатного віку (15—64 років) 170 були активними, 43 — неактивними (показник активності 79,8%, у 1999 році було 73,4%). З 170 активних мешканців працювали 162 особи (89 чоловіків та 73 жінки), безробітними було 8 (3 чоловіки та 5 жінок). Серед 43 неактивних 17 осіб було учнями чи студентами, 20 — пенсіонерами, 6 були неактивними з інших причин.

У 2010 році в муніципалітеті числилось 123 оподатковані домогосподарства, у яких проживали 333,0 особи, медіана доходів виносила 18 311 євро на одного особоспоживача